# Oxyoppia clavata
Oxyoppia clavata är en kvalsterart som beskrevs av Aoki 1983. Oxyoppia clavata ingår i släktet Oxyoppia och familjen Oppiidae. Inga underarter finns listade i Catalogue of Life.